# 山下車站 (兵庫縣)
山下車站（日语：／ Yamashita eki */?）是位於日本兵庫縣川西市，由地方私鐵業者能勢電鐵所經營的鐵路車站。本站是能勢電鐵所屬的兩條鐵路線、妙見線與日生線的交會車站，也是支線日生線的起始站，原本自川西能勢口開始就一直採複線配置的妙見線在行抵本站後，開始改為單線（笹部方向）。除了一部份的列車之外，大部分由川西能勢口發車的區間車，都能在本站與駛往妙見口方向的列車進行銜接。

## 車站結構
島式月台1面2線與外側的對向式月台2面2線的高架車站。中央的島式月台為V字型。
車站為3層建築，1樓為閘口、助役室與廁所（附設輪椅用廁所），2樓為轉乘用大堂，3樓為月台。

### 月台配置
| 月台 | 路線   | 目的地                                                                        |
| ---- | ------ | ----------------------------------------------------------------------------- |
| 1    | 日生線 | 日生中央方向                                                                  |
| 2    | 日生線 | 川西能勢口方向（主要為日生中央始發列車） （日生線 途經1號月台往日生中央方向） |
| 3    | 妙見線 | 妙見口方向（有一部分為往川西能勢口方向）                                      |
| 4    | 妙見線 | 川西能勢口方向（主要為妙見口始發列車）                                        |

## 相鄰車站
能勢電鉄
 妙見線
■特急「日生特快」、□日生急行（只限上行）
畦野（NS09）－山下（NS10）－日生中央（NS21）（日生線）
□妙見急行（只限上行）、■普通
畦野（NS09）－山下（NS10）－笹部（NS11）
 日生線
■特急「日生特快」、□日生急行（只限上行）、■普通
畦野（NS09）（妙見線）－山下（NS10）－日生中央（NS21）

## 外部連結
- 山下站（能勢電鐵） （页面存档备份，存于）
- 山下站前停留所（阪急巴士） （页面存档备份，存于）